# World End no Niwa
Albums de Yui Horie
Himitsu
(2012)
Singles
World End no Niwa est le 9e album solo de Yui Horie, sorti sous le label Star Child le 7 janvier 2015 au Japon.

## Présentation
Il contient des titres inédits ainsi que les chansons Golden Time et Sweet & Sweet Cherry présentent sur le single Golden Time et les chansons The♡World's♡End et Han-eikyuu Teki ni Aishite yo♡ présentent sur le single The♡World's♡End. L'album sort au format CD et en 2 éditions limitées qui contiennent en plus un photobook (différent pour chaque édition limitée).

## Liste des titres
| 1.  | Prologue ~edge of unknown~ (プロローグ～edge of the unknown～) |  |
| 2.  | The♡World’s♡End                                                |  |
| 3.  | Stand Up!                                                      |  |
| 4.  | Happy End                                                      |  |
| 5.  | Sweet & Sweet Cherry                                           |  |
| 6.  | Mystery... (ミステリー…)                                       |  |
| 7.  | Han-eikyuu Teki ni Aishite yo♡ (半永久的に愛してよ♡)           |  |
| 8.  | Honno Chotto (ほんのちょっと)                                  |  |
| 9.  | Golden Time                                                    |  |
| 10. | Let it Go                                                      |  |
| 11. | Kono Basho de (この場所で)                                     |  |
| 12. | Innocent Note                                                  |  |
| 13. | Girl Friend                                                    |  |
| 14. | Garden                                                         |  |